# همه‌پرسی قانون اساسی تاجیکستان ۱۹۹۴
همه‌پرسی درباره ی قانون اساسی تاجیکستان در 6 نوامبر 1994 در تاجیکستان برگزار شد.  قانون اساسی جدید توسط 96 درصد رأی دهندگان تأیید و تصویب شد.

## نتایج
| انتخاب                 | انتخاب                 | آراء      | ٪      |
| ---------------------- | ---------------------- | --------- | ------ |
| موافق                  | موافق                  | ۲٬۳۵۲٬۵۵۴ | ۹۵٫۷۲  |
| مخالف                  | مخالف                  | ۱۰۵٬۳۰۰   | ۴٫۲۸   |
| کل                     | کل                     | ۲٬۴۵۷٬۸۵۴ | ۱۰۰٫۰۰ |
|                        |                        |           |        |
| آراء معتبر             | آراء معتبر             | ۲٬۴۵۷٬۸۵۴ | ۹۶٫۹۴  |
| آراء نامعتبر/سفید      | آراء نامعتبر/سفید      | ۷۷٬۵۸۳    | ۳٫۰۶   |
| کل آراء                | کل آراء                | ۲٬۵۳۵٬۴۳۷ | ۱۰۰٫۰۰ |
| رأی‌دهندگان ثبت‌نام کرده | رأی‌دهندگان ثبت‌نام کرده | ۲٬۶۸۵٬۷۲۴ | ۹۴٫۴۰  |
| منبع: Direct Democracy |                        |           |        |